# Heliometr

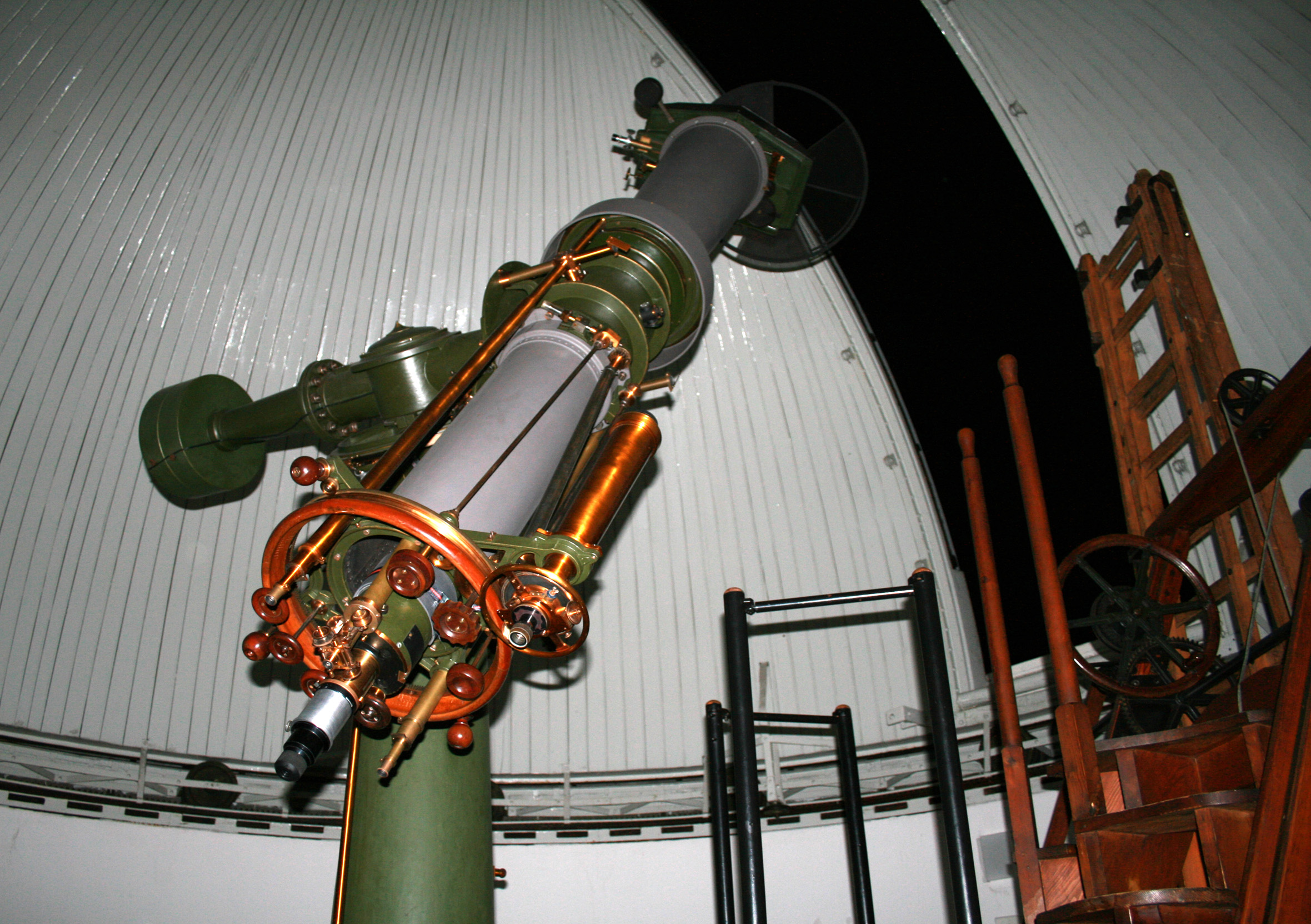
Heliometr w Obserwatorium Kuffnera w Wiedniu

Heliometr – rodzaj pomiarowego przyrządu astronomicznego, który służy do bardzo precyzyjnego wyznaczania małych odległości kątowych. Jest to refraktor, którego obiektyw został przecięty wzdłuż średnicy. Obie połowy obiektywu można względem siebie przesuwać w sposób mierzalny, przy pomocy śruby mikrometrycznej. Pomiaru odległości kątowej między dwoma obiektami dokonuje się ustawiając rozcięcie równolegle do linii łączącej obrazy tych obiektów na sferze niebieskiej, a następnie przesuwając względem siebie obie połówki aż do pokrycia obrazów w polu widzenia. 
Koncepcję heliometru po raz pierwszy sformułował Ole Rømer. Jeden z pierwszych tego typu przyrządów został zbudowany około roku 1755 przez Johna Dollonda, a jego udoskonalona wersja w 1815 roku przez Josepha von Fraunhofera. 
W przeciwieństwie do mikrometru pozycyjnego heliometr pozwalał na znaczne zmniejszenie wpływu spowodowanych turbulencją atmosferyczną drgań obrazu na dokładność pomiaru. 
Z historycznych zastosowań heliometru należy wymienić pierwsze wyznaczenie paralaksy gwiazdy 61 Cygni w 1838 roku przez Bessela oraz pomiary libracji Księżyca wykonywane przez Tadeusza Banachiewicza.
W obecnych czasach heliometry praktycznie wyszły z użycia.